# ベベ (カメラ)
ベベ（Bebe）はドイツのクラップカメラである。イカが成立して間もない1909年に発売され、ツァイス・イコンに引き継がれ、1930年頃まで生産された。

## 概要
前板を支える4本のナイフ型タスキが特徴の一つ。
類似品との比較では、少しばかり重く使いにくくても頑強な作りである点でゲルツ製テナックスより、優秀なテッサーを装着したことでプラウベル製マキナより高い評価を受け、ライカやローライの出現までは最高級小型カメラであった。三宅克己は「私の写真」中で「ベベカメラが一つあれば、大概の場合は困ることはない」と絶賛している。
当初は4.5×6cm（アトム）判写真乾板で、ヘリコイドによるテッサー7.5cmF4.5、旧コンパーの組み合わせに始まり、レンズはトリオター7.5cmF3.5もある。シャッターはコンパウンドもあり、またツァイス・イコン製になってからは新コンパーに切り替えられた。
後には6.5×9cm（大名刺）判が追加された。レンズはテッサー10cmF4.5。